# Tabylgysor Köl
Tabylgysor Köl är en saltsjö i Kazakstan. Den ligger i den nordöstra delen av landet, 300 km nordost om huvudstaden Astana. Arean är 13,0 kvadratkilometer.